# Liste des préfets de la Manche

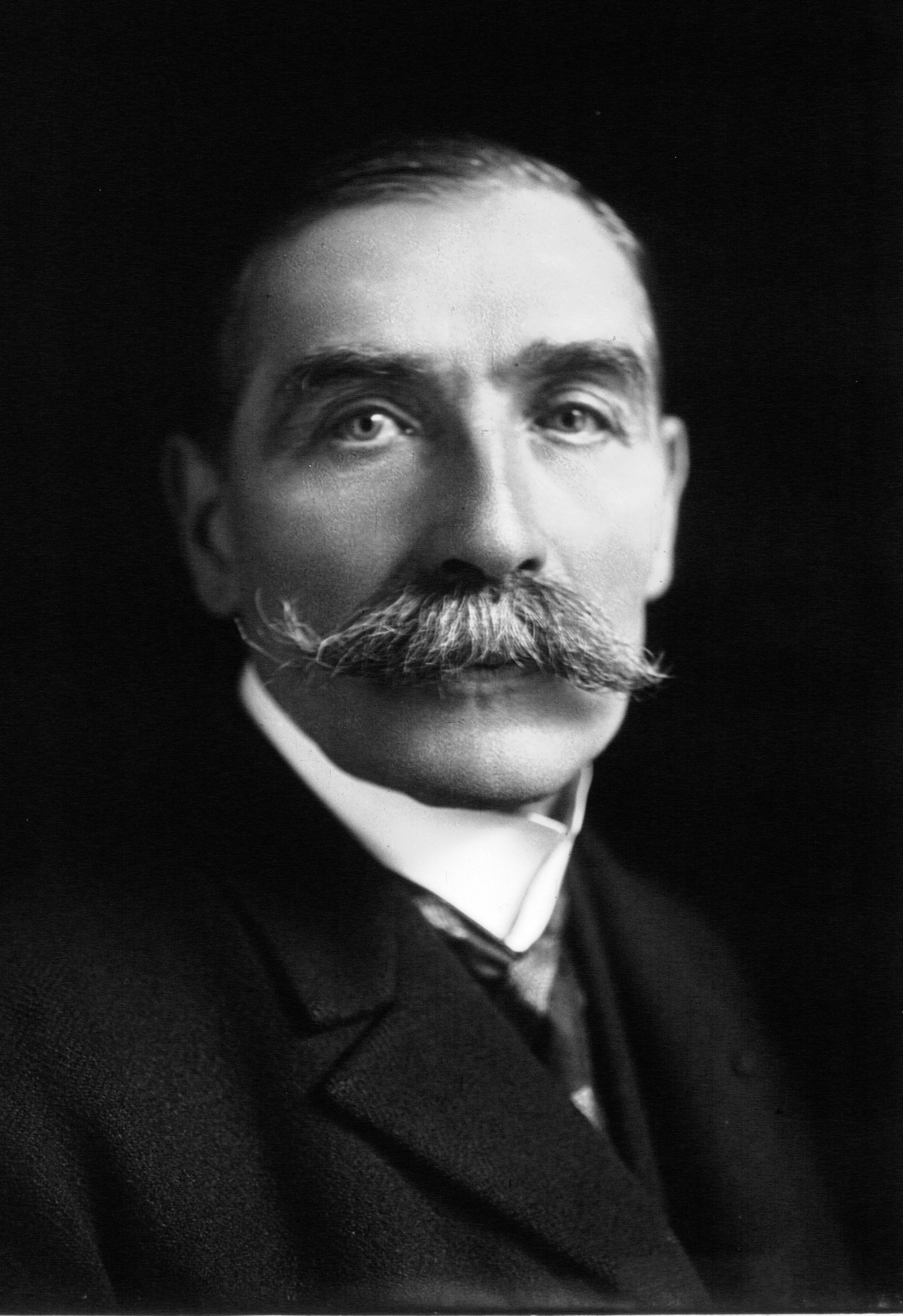
Pierre Marraud, de 1904 à 1905.

Liste des préfets du département français de la Manche depuis la création des préfets, en 1800, sous le Consulat. Le siège de la préfecture est à Saint-Lô.

## Liste des préfets

### Premier Empire (1800-1814 et 1815)
| Période            | Période         | Identité                                   | Fonction précédente                 | Observation                                  |
| ------------------ | --------------- | ------------------------------------------ | ----------------------------------- | -------------------------------------------- |
| 12 ventôse an VIII | 1801            | Louis Maurice Taupin de Magnytot           |                                     |                                              |
| 1801               | 1804            | Jean-Pierre Bachasson, comte de Montalivet | commissaire ordonnateur de la Drôme | nommé préfet de Seine-et-Oise                |
| 10 germinal an XII | 1810            | Louis Costaz                               | Arts et métiers                     | nommé intendant des Bâtiments de la Couronne |
| 15 février 1810    | 16 juillet 1815 | Joseph Aurèle de Bossi                     | préfet de l’Ain                     |                                              |

### Restauration (1814-1815 et 1815-1830)
| Période         | Période   | Identité                   | Fonction précédente | Observation                                   |
| --------------- | --------- | -------------------------- | ------------------- | --------------------------------------------- |
| 17 juillet 1815 | 1820      | Charles-Achille de Vanssay |                     | nommé préfet de la Seine-Maritime             |
| 19 juillet 1820 | 1824      | Claude Florimond Esmangart | conseiller d'État   | Nommé préfet du Bas-Rhin                      |
| 7 avril 1824    | août 1830 | Joseph d’Estourmel         |                     | Révolution de juillet 1830 (Trois-Glorieuses) |

### Monarchie de Juillet (1830-1848)
| Période         | Période         | Identité                   | Fonction précédente | Observation   |
| --------------- | --------------- | -------------------------- | ------------------- | ------------- |
| 10 août 1830    | 1830            | Jean-Jacques Baude         |                     | sans suite    |
| 19 août 1830    | 1836            | Gattier                    |                     |               |
| 21 octobre 1836 | 1842            | Thomas Louis Mercier       |                     |               |
| 29 novembre 42  | 26 février 1848 | Louis Pierre Adrien Bonnet | préfet de l'Indre   | à la retraite |

### Deuxième République (1848-1851)
| Période          | Période | Identité                                         | Fonction précédente                   | Observation                                          |
| ---------------- | ------- | ------------------------------------------------ | ------------------------------------- | ---------------------------------------------------- |
| 26 février 1848  | 1848    | Léonor-Joseph Havin                              | Député de la Manche                   | Commissaire du Gouvernement                          |
| 2 mars 1848      | 1848    | Narcisse Vieillard                               | Député de la Manche                   | Commissaire du Gouvernement                          |
| 2 mai 1848       | 1849    | Paul Édouard Le Hodey                            | Conseiller de préfecture de la Manche | Commissaire du gouvernement par intérim, puis préfet |
| 24 janvier 1849  | 1851    | De Tanlay                                        |                                       |                                                      |
| 26 novembre 1851 | 1851    | Jourdain                                         |                                       |                                                      |
| 22 janvier 1852  |         | Roland Rodolphe Gaston Paulze d'Ivoy de la Poype | Préfet de la Haute-Marne              |                                                      |

### Second Empire (1851-1870)
| Période          | Période | Identité                                  | Fonction précédente       | Observation                     |
| ---------------- | ------- | ----------------------------------------- | ------------------------- | ------------------------------- |
| 30 juillet 1853  | 1859    | Louis Edmond Dugué                        | préfet de l'Aude          |                                 |
| 27 juillet 1859  | 1862    | Louis-Alexandre-Henry Grossin de Bouville | préfet de l'Indre         | nommé préfet de la Haute-Vienne |
| 16 janvier 1862  | 1862    | Louis-Amand-Camille Guillaume d'Auribeau  | préfet de la Haute-Vienne |                                 |
| 1er février 1862 | 1865    | Pron                                      |                           |                                 |
| 12 novembre 1865 |         | Levainville                               | préfet de Tarn-et-Garonne |                                 |

### Troisième République (1870-1940)
| Période           | Période           | Identité                       | Fonction précédente                          | Observation                                                                                     |
| ----------------- | ----------------- | ------------------------------ | -------------------------------------------- | ----------------------------------------------------------------------------------------------- |
| 5 septembre 1870  | 13 septembre 1870 | Émile Lenoël                   |                                              | Désigné par un comité électoral comme candidat à l'Assemblée constituante de la IIIe République |
| 4 février 1871    | 4 mars 1871       | Auguste Frémont                | Attaché au cabinet du préfet de la Côte-d'Or |                                                                                                 |
| 4 mars 1871       | 16 octobre 1873   | Simon Vaultier                 |                                              | Retraite                                                                                        |
| 16 octobre 1873   | 10 avril 1875     | Pierre Petiniaud de Champagnac | Préfet de la Haute-Loire                     | Nommé préfet de Lot-et-Garonne                                                                  |
| 10 avril 1875     | 5 janvier 1877    | Stéphane Buchot                | Préfet des Ardennes                          | En disponibilité en janvier 1877 avant sa retraite en mai 1877.                                 |
| 5 janvier 1877    | 19 mai 1877       | Jean Laurent                   | Secrétaire général de la Seine               | Nommé préfet du Doubs                                                                           |
| 19 mai 1877       | 18 décembre 1877  | Jules Souchon du Chevalard     | Préfet de l'Allier                           | Conseiller général de la Loire                                                                  |
| 18 décembre 1877  | 12 janvier 1880   | Jean-Baptiste Poulin           | Préfet des Basses-Alpes                      | Appelé à d'autres fonctions. Trésorier-Payeur-Général d'Ille-et-Vilaine                         |
| 12 janvier 1880   | 25 avril 1885     | Ange Filippini                 | Préfet des Pyrénées-Orientales               | Nommé préfet de la Loire                                                                        |
| 25 avril 1885     | 28 novembre 1885  | Charles André Favalelli        | Préfet de la Haute-Marne                     | Secrétaire général de la préfecture de la Seine                                                 |
| 28 novembre 1885  | 25 juin 1896      | Paul Floret                    | Préfet de Saône-et-Loire                     | Nommé préfet des Bouches-du-Rhône                                                               |
| 25 juin 1896      | 18 octobre 1898   | Henry Poirson                  | Directeur de la sûreté générale              | Nommé préfet de Seine-et-Oise                                                                   |
| 18 octobre 1898   | 5 septembre 1904  | Aimé Lem                       | Préfet de l'Indre                            | Trésorier-Payeur-Général de la Haute-Vienne                                                     |
| 5 septembre 1904  | 14 février 1905   | Pierre Marraud                 | Préfet de l’Aude                             | Nommé préfet de l'Hérault                                                                       |
| 14 février 1905   | 30 juin 1906      | Henri Bouffard                 | Préfet de Maine-et-Loire                     | Nommé préfet de la Somme                                                                        |
| 30 juin 1906      | 3 août 1909       | Théodore Brelet                | Préfet d'Eure-et-Loir                        | Nommé préfet de la Loire                                                                        |
| 3 août 1909       | 30 octobre 1909   | Jacques Dupré                  | Préfet de l'Allier                           | Nommé préfet de Lot-et-Garonne                                                                  |
| 30 octobre 1909   | 24 octobre 1911   | Claude Benoît Just             | Préfet de l'Ain                              | Appelé (sur sa demande) à d'autres fonctions, directeur de l'administration pénitentiaire       |
| 20 octobre 1911   | 3 mai 1913        | Raymond Le Bourdon             | Préfet d'Eure-et-Loir                        | Nommé préfet de la Marne                                                                        |
| 3 mai 1913        | 25 juin 1918      | Marie Joseph Giraud            | Préfet de la Savoie                          | Nommé préfet de la Haute-Garonne                                                                |
| 25 juin 1918      | 22 octobre 1920   | Edmond Duponteil               | Préfet de la Corse                           | Nommé préfet de Meurthe-et-Moselle                                                              |
| 22 octobre 1920   | 11 octobre 1924   | Camille Blet                   | Préfet de la Sarthe                          | Trésorier-Payeur-Général du Lot                                                                 |
| 11 octobre 1924   | 18 novembre 1925  | Jean Lambry                    | Préfet de Maine-et-Loire                     | Nommé préfet du département d'Oran                                                              |
| 18 novembre 1925  | 8 mai 1928        | Augustin Beauguitte            | Préfet de l'Eure                             | Retraite                                                                                        |
| 8 mai 1928        | 31 juillet 1928   | Varennes Baudet                | Préfet de l'Aube                             | Retraite                                                                                        |
| 1er août 1928     | 4 août 1931       | Edmond L'Hommede               | Préfet de la Creuse                          | Nommé préfet du Finistère et meurt en fonction en 1932.                                         |
| 4 août 1931       | 16 septembre 1936 | Lucien Lachaze                 | Préfet du Gers                               | Retraite                                                                                        |
| 26 septembre 1936 | 6 juin 1939       | Angelo Chiappe                 | Préfet de l’Aisne                            | Nommé préfet des Basses-Pyrénées                                                                |

### Regime de Vichy (1940-1944)
| Période           | Période           | Identité            | Fonction précédente | Observation |
| ----------------- | ----------------- | ------------------- | --- | --- |
| 6 juin 1939       | 4 septembre 1940  | René Bouffet        | Préfet de Constantine | Nommé préfet de la Seine-inférieure                                                                                                 |
| 4 septembre 1940  | 17 septembre 1940 | Émile Babillot      | Secrétaire général adjoint du gouvernement tunisien                                                                                    | Non installé par Article 1er de la loi du 17 juillet 1940                                                                           |
| 17 septembre 1940 | 12 mai 1942       | Gaston Mumber       | Sécretaire général du Rhône pour la police                                                                                             | Nommé préfet de la Somme |
| 12 mai 1942       | 15 mai 1944       | Henri Faugère       | Secrétaire général de la Seine-Inférieure                                                                                              | Arrêté par les Allemands le 15 mai 1944 puis déporté à Eisenber le 26 juin. Devient préfet de la Charente-Maritime en juillet 1945. |
| 26 juin 1944      | 2 août 1944       | Jacques Martin-Sané | Désigné pour assurer la direction des secours dans la partie ouest de la Normandie et prendre la direction du département de la Manche | |

### GPRFet Quatrième République (1944-1958)
| Période          | Période          | Identité       | Fonction précédente                                                  | Observation                                                                                                |
| ---------------- | ---------------- | -------------- | -------------------------------------------------------------------- | --- |
| 18 novembre 1944 | 11 mai 1946      | Édouard Lebas  | Résistant                                                            | Nommé préfet de l’Orne pour 3 mois                                                                         |
| 11 mai 1946      | 24 juillet 1946  | Jean Morin     | Directeur du personnel, du matériel, du budget et de la comptabilité | Directeur adjoint du cabinet du président du gouvernement provisoire du général de Gaulle, Georges Bidault |
| 24 juillet 1946  | 1er octobre 1952 | Édouard Lebas  | Préfet de l’Orne                                                     | Devient inspecteur général de l'Administration en 1952, puis député de la Manche entre 1958 et 1962        |
| 1er octobre 1952 | 20 mai 1959      | Pierre Larrieu | Préfet de la Haute-Saône                                             | Nommé préfet de la Somme                                                                                   |

### Cinquième République (depuis 1958)
| Période          | Période           | Identité                    | Fonction précédente | Observation |
| ---------------- | ----------------- | --------------------------- | --- | --- |
| 1er octobre 1952 | 20 mai 1959       | Pierre Larrieu              | Préfet de la Haute-Saône | Nommé préfet de la Somme |
| 20 mai 1959      | 3 janvier 1963    | Francis Eugène de Graewe    | Préfet de l'Orne | Nommé préfet de la Loire |
| 3 janvier 1963   | 12 juillet 1967   | André Pierre Dubois-Chabert | Préfet des Hautes-Alpes | Nommé préfet d'Indre-et-Loire |
| 12 juillet 1967  | 15 juin 1970      | Jacques Bruneau             | Préfet de l'Allier | Nommé préfet de l'Oise |
| 15 juin 1970     | 14 novembre 1973  | Pierre Lambertin            | Préfet de la Nièvre | Nommé Préfet des Alpes-Maritimes |
| 14 novembre 1973 | 25 avril 1977     | Pierre Jean Cazejust        | Directeur de cabinet du secrétaire d'État Pierre Vertadier | Nommé préfet secrétaire général de la zone de défense de Paris |
| 25 avril 1977    | 13 juillet 1979   | Jean-Claude Quyollet        | Sécretaire général de la préfecture de Seine-Saint-Denis | Nommé directeur de cabinet du ministre de la Santé Jacques Barrot                                                                                                 |
| 13 juillet 1979  | 7 août 1981       | Yves Bentégeac              | Préfet de la Haute-Corse | Nommé préfet de l'Aisne |
| 7 août 1981      | 17 mai 1982       | Georges Abadie              | Trésorier-Payeur-Général de la Haute-Loire | Nommé préfet de la région Auvergne, préfet du Puy-de-Dôme |
| 17 mai 1982      | 19 septembre 1984 | Alain Dufoix                | Préfet des Pyrénées-Orientales | Devient Trésorier-Payeur-Général de l'Aveyron |
| 3 octobre 1984   | 13 juillet 1987   | Jean-Paul Marty             | préfet des Ardennes | Nommé préfet de la Loire |
| 13 juillet 1987  | 17 août 1988      | Georges Peyronne            | préfet de l'Eure | Nommé préfet de la région Franche-Comté, préfet du Doubs |
| 17 août 1988     | 7 juin 1990       | Jean-Jacques Pascal         | Directeur de la mission économique et sociale à la préfecture de la région Ile-de-France                                                                                            | Nommé directeur central des renseignements généraux, à la DST |
| 25 juin 1990     | 24 juin 1993      | Bertrand Landrieu           | préfet de la Savoie | Nommé préfet de la région Limousin, préfet de la Haute-Vienne |
| 24 juin 1993     | 1er août 1996     | Gilles Kilian               | Préfet de l'Aveyron | Admis au congé spécial |
| 1er août 1996    | 15 juillet 1998   | Victor Convert              | Préfet du Cher | Nommé préfet hors cadre |
| 15 juillet 1998  | 21 juin 2000      | Robert Pommiès              | | Nommé préfet hors cadre |
| 21 juin 2000     | 16 janvier 2004   | Philippe Grégoire           | Préfet de l'Allier | Nommé préfet des Pyrénées-Atlantiques |
| 17 février 2005  | 14 février 2005   | Nicolas Desforges           | Chef de cabinet du Premier Ministre ; préfet du Cantal ; préfet d’Eure-et-Loir | Directeur général de l’association des maires de France ; directeur de cabinet du Secrétaire d’État à l’Outre-Mer ; Préfet de la Guadeloupe                       |
| 17 février 2005  | 27 juin 2008      | Jean-Louis Fargeas          | Collaborateur de Jacques Chirac à la mairie de Paris (1977-1984), et à l'Élysée (1997-2000), puis préfet des Hautes-Pyrénées, de Maine-et-Loire, de la Lozère et de l'Yonne         | Nommé préfet des Côtes-d’Armor |
| 27 juin 2008     | 30 janvier 2009   | Jean Charbonniaud           | Chef de cabinet de Dominique de Villepin au ministère de l'Intérieur et à Matignon ; puis préfet de l'Orne ; conseiller au cabinet de Michèle Alliot-Marie, ministre de l'Intérieur | Nommé au Conseil supérieur de l’administration de l’État à la suite des manifestations qui ont émaillé la visite de Nicolas Sarkozy à Saint-Lô le 12 janvier 2009 |
| 30 janvier 2009  | 22 juillet 2011   | Jean-Pierre Laflaquière     | Préfet de Guyane | Nommé préfet hors cadre |
| 22 juillet 2011  | 20 juin 2013      | Adolphe Colrat              | Préfet de Meurthe-et-Moselle | Nommé préfet des Alpes-Maritimes |
| 20 juin 2013     | 12 juillet 2013   | Corinne Orzechowski         | Préfète de la Mayenne | Nommée, sur sa demande, préfète hors cadre |
| 18 juillet 2013  | 1er janvier 2016  | Danièle Polvé-Montmasson    | Préfète de la Charente | Nommée préfète du Puy-de-Dôme |
| 1er janvier 2016 | 13 mars 2017      | Jacques Witkowski           | Directeur de cabinet de la ministre des Outre-mer | Directeur général de la sécurité civile et de la gestion des crises à l'administration centrale du ministère de l'intérieur                                       |
| 13 mars 2017     | 7 mai 2019        | Jean-Marc Sabathé           | Préfet de l'Aude | Nommé membre du Conseil supérieur de l'appui territorial et de l'évaluation                                                                                       |
| 7 mai 2019       | 3 novembre 2021   | Gérard Gavory               | Préfet de la Haute-Corse | Nommé préfet de la Vendée |
| 3 novembre 2021  | juillet 2023      | Frédéric Périssat           | Préfet du Gers | |
| 21 août 2023     |                   | Xavier Brunetière           | Préfet du Gers | |